# Arthur Lawson
Pour les articles homonymes, voir Lawson.
Arthur Lawson est un directeur artistique britannique né le 28 juillet 1908 à Sunderland (Angleterre) et mort en 1970 à Londres (Angleterre).

## Filmographie
- 1942 : Un contremaître est allé en France (The Foreman Went to France) de Charles Frend
- 1943 : Colonel Blimp (The Life and Death of Colonel Blimp) de Michael Powell et Emeric Pressburger
- 1944 : L'Héroïque Parade (The Way Ahead) de Carol Reed
- 1944 : Heureux Mortels (This Happy Breed) de David Lean
- 1945 : They Knew Mr. Knight (en) de Norman Walker
- 1946 : Une question de vie ou de mort (A Matter of Life and Death) de Michael Powell et Emeric Pressburger
- 1947 : Le Narcisse noir (Black Narcissus) de Michael Powell et Emeric Pressburger
- 1948 : Les Chaussons rouges (The Red Shoes) de Michael Powell et Emeric Pressburger
- 1950 : La Renarde (Gone to Earth) de Michael Powell et Emeric Pressburger
- 1950 : Le Chevalier de Londres (The Elusive Pimpernel) de Michael Powell et Emeric Pressburger
- 1951 : Les Contes d'Hoffmann (The Tales of Hoffmann) de Michael Powell et Emeric Pressburger
- 1952 : Folly to Be Wise (en) de Frank Launder
- 1952 : Robin des Bois et ses joyeux compagnons (The Story of Robin Hood and His Merrie Men) de Ken Annakin
- 1953 : Twice upon a Time (en) d'Emeric Pressburger
- 1953 : La Vie d'un journaliste (en) (Front Page Story) de Gordon Parry
- 1954 : Un mari presque fidèle (The Constant Husband) de Sidney Gilliat
- 1955 : Oh ! Rosalinda ! de Michael Powell et Emeric Pressburger
- 1955 : Richard III de Laurence Olivier
- 1956 : La Bataille du Rio de la Plata (The Battle of the River Plate) de Michael Powell et Emeric Pressburger
- 1956 : L'Épouse de la mer (Sea Wife) de Bob McNaught
- 1956 : High Terrace (en) de Henry Cass
- 1957 : Hour of Decision (en) de C.M. Pennington-Richards
- 1957 : Les Sept Tonnerres (Seven Thunders) d'Hugo Fregonese
- 1958 : Harry Black et le tigre (en) (Harry Black) d'Hugo Fregonese
- 1960 : Cléopâtre (Cleopatra) (première version de 1960 réalisée par Rouben Mamoulian)
- 1960 : Coulez le Bismarck ! (Sink the Bismarck!) de Lewis Gilbert
- 1960 : Le Voyeur (Peeping Tom) de Michael Powell
- 1961 : Alerte sur le Vaillant (The Valiant) de Roy Ward Baker
- 1962 : Le Fauve va frapper (The Very Edge) de Cyril Frankel
- 1962 : La Vengeance du docteur Corrie de Freddie Francis
- 1962 : Les Mutinés du Téméraire (H.M.S. Defiant) de Lewis Gilbert
- 1963 : The Leather Boys de Sidney J. Furie
- 1963 : Hornblower de John Newland
- 1965 : Aux postes de combat (The Bedford Incident) de James B. Harris
- 1966 : Bindle de Peter Saunders
- 1967 : La Griffe (The Double Man) de Franklin J. Schaffner
- 1968 : Le Peuple des abîmes (The Lost Continent) de Michael Carreras
- 1968 : Lingots à gogo (Midas Run) d'Alf Kjellin

## Distinctions

### Récompenses
- Oscars 1949 : Oscar des meilleurs décors pour Les Chaussons rouges

### Nominations
- BAFTA 1966 : meilleurs décors pour Aux postes de combat